# Končice
Končice jsou část obce Žiželice v okrese Kolín. Nachází se asi jeden kilometr severozápadně od Žiželic. V blízkosti vesnice se vlévá Mlýnská Cidlina do Cidliny. Končice jsou také název katastrálního území o rozloze 5,61 km². V katastrálním území Končice leží i část obce Zbraň.

## Historie
První písemná zmínka o vesnici pochází z roku 1346.
Ve vsi Končice (přísl. Zbraň, 493 obyvatel, katol. kostel, samostatná ves se později stala součástí Žiželic) byly v roce 1932 evidovány tyto živnosti a obchody: rolnické skladištní družstvo, mláticí družstvo, 3 hostince, kovář, 2 obuvníci, rolník, 2 obchody se smíšeným zbožím, spořitelní a záložní spolek pro Končice, trafika.

## Přírodní poměry
Do západního cípu katastrálního území zasahuje část přírodní památky Žiželický les.

## Pamětihodnosti
- Dřevěná zvonice